# Muhammad Dadžání Daúdí
Muhammad Dadžání Daúdí (19. března 1946 Jeruzalém) je palestinský vysokoškolský profesor. Svým působením se snaží posílit porozumění mezi Araby, židy a křesťany. Pracuje v mírové organizaci Wasatíja.

## Život
Muhammad Dadžání je potomkem jednoho z nejstarších jeruzalémských palestinských rodů, který v roce 1529 sultán Sulejmán Nádherný vyznamenal správou hrobu biblického krále Davida a přívlastkem Daúdí. Po vyhlášení nezávislosti Izraele v roce 1948 uprchla Dadžáního rodina do Egypta, ale následujícího roku se opět do Jeruzaléma vrátila.
Jeho rodiče byli sekulární muslimové. Dadžání chodil do kvakery vedené školy, poté studoval na Americké univerzitě v Bejrútu. V této době se přidal k Fatahu. Poté začal pracovat v PR oddělení Organizace pro osvobození Palestiny. V roce 1975 jej Libanon deportoval. Kvůli svým aktivitám ve Fatahu měl také zakázaný vstup jak do Izraele, tak do Jordánska. Rozhodl se proto pokračovat ve studiu ve Spojených státech. Studoval na Univerzitě Jižní Karolíny a politickou ekonomii na Texaské univerzitě v Austinu.
Jeho otci se pak podařilo vyjednat pro Muhammada milost u jordánského krále Husajna. Začal pracovat na Univerzitě aplikované vědy v Ammánu, kde vedl fakultu politických věd a diplomacie. V roce 1993 získal povolení navštívit nemocného otce v Jeruzalémě. „Plný obav a hluboké nedůvěry, že mě hned po příletu zavřou, jsem se jako veterán boje proti Izraeli vrátil do rodného města. Když jsem po letech svého otce konečně spatřil, utrpěl jsem šok. Byl připojený na moderní přístroje a starali se o něj špičkoví arabští i židovští lékaři. Personál se k němu choval s úctou a hovořil s ním arabsky. Moje představy se otřásly v základech,“ popsal Dadžání návštěvu otce v nemocnici Hadasa. O několik let později zažil s izraelskými zdravotníky obdobnou zkušenost, když bojovali o život jeho matky: „Byl jsem zmatený chováním svého nepřítele, který udělal maximum, aby pomohl mému otci a matce.“
V březnu 2014 vzal tři desítky studentů z arabské Univerzity al-Quds na cestu do Evropy, při které navštívili koncentrační tábor v Osvětimi. Poté se stal terčem výhrůžek, byl označován za zrádce a kolaboranta. V květnu téhož roku kvůli tomu podal rezignaci, ale doufal, že ji rektor univerzity nepřijme. Vedením univerzity však byla potvrzena. V rámci tohoto projektu, na kterém se podílela i německá a izraelská univerzita, se konala také cesta izraelských studentů do palestinských uprchlických táborů.
O několik měsíců později profesoru Dadžánímu někdo podpálil auto. Na rok a půl se odstěhoval do Washingtonu, poté se vrátil do Izraele.